# Atmosferă

Straturile atmosferei Pământului

Atmosfera (cuvânt provenit din greaca apărut în sec. al XVII de la ἀτμός, atmos = abur, ceață, vapor și σφαῖρα, sfaira = sferă) este un strat de gaze care înconjoară un corp ceresc (Terra, Jupiter, etc).
Atmosfera este de obicei reținută dacă gravitația este mare și temperatura atmosferei este scăzută.
Atmosfera Pământului este compusă din azot (aproximativ 78%), oxigen (aproximativ 21%), argon (aproximativ 0,9%) cu dioxid de carbon și alte gaze în cantități mici. Oxigenul este utilizat de majoritatea organismelor pentru respirație; azotul este fixat de bacterii și fulgere pentru a produce amoniacul utilizat în construcția nucleotidelor și a aminoacizilor; iar dioxidul de carbon este utilizat de plante, alge și cianobacterii pentru fotosinteză. Atmosfera ajută la protejarea organismelor vii de probleme genetice provocate de radiațiile solare ultraviolete, vântului solar și radiațiile cosmice. Compoziția actuală a atmosferei Pământului este produsul miliardelor de ani de modificare biochimică a paleoatmosferei de către organismele vii.
Termenul de atmosferă stelară descrie regiunea exterioară a unei stele și include în mod obișnuit partea de deasupra fotosferei opace. Stele cu temperaturi suficient de scăzute pot avea atmosfere exterioare cu molecule compuse.

## Scurgeri de atmosferă
Gravitația de suprafață diferă semnificativ între planete. De exemplu, forța gravitațională mare a planetei gigant Jupiter păstrează gazele ușoare, cum ar fi hidrogenul și heliul, care nu sunt reținute de obiectele cu gravitație mai mică. În al doilea rând, distanța de la Soare determină energia disponibilă pentru a încălzi gazul atmosferic până la punctul în care o anumită fracțiune din mișcarea termică a moleculelor depășește viteza minimă de scăpare de pe planetă, permițându-le să scape de atracția gravitațională a unei planete. Astfel, Titan, Triton și Pluto sunt în stare să-și păstreze atmosfera în ciuda gravitației lor relativ mici.
Deoarece o colecție de molecule de gaz se poate deplasa într-o gamă largă de viteze, vor exista întotdeauna unele molecule cu viteze suficient de mari pentru a produce o scurgere lentă de gaze în spațiu. Moleculele mai ușoare se deplasează mai repede decât cele mai grele cu aceeași energie cinetică termică și astfel gazele cu greutate moleculară scăzută se pierd mai repede decât cele cu greutate moleculară ridicată. Se crede că Venus și Marte au pierdut mare parte din apă atunci când, după ce a fost disociată în hidrogen și oxigen de către radiațiile ultraviolete solare, hidrogenul a scăpat. Câmpul magnetic al Pământului ajută la prevenirea acestei situații, deoarece, în mod normal, vântul solar ar spori considerabil scurgerea hidrogenului. Cu toate acestea, în ultimii 3 miliarde de ani, Pământul a pierdut gaze prin regiunile polare magnetice datorită activității aurorale, inclusiv un procentaj net de 2% din oxigenul său atmosferic.
Alte mecanisme care pot provoca epuizarea atmosferei sunt pulverizarea indusă de vântul solar, eroziunea de impact, intemperii și sechestrarea - uneori denumită "înghețare" - în regolit și calotele polare.

## Teren
Atmosferele au efecte dramatice asupra suprafețelor corpurilor stâncoase. Obiectele care nu au atmosferă sau care au doar o exosferă au un teren care este acoperit de cratere. Fără o atmosferă, planeta nu are nicio protecție împotriva meteoroizilor și a tuturor corpurilor cosmice care se ciocnesc cu suprafață ca meteoriți și creează cratere.
Cei mai multe meteoroizi ard ca meteori înainte de a atinge suprafața unei planete. Atunci când meteoroizii ajung la impact, efectele sunt adesea șterse de acțiunea vântului. Drept urmare, craterele sunt rare pe corpurile cu atmosferă.
Eroziunea eoliană este un factor important în modelarea terenurilor planetelor stâncoase cu atmosfere și, în timp, poate șterge efectele atât a craterelor, cât și a vulcanilor. În plus, deoarece lichidele nu pot exista fără presiune, o atmosferă permite ca lichidul să fie prezent la suprafață, rezultând lacuri, râuri și oceane. Pământul și Titanul sunt cunoscute ca având lichide la suprafața lor, iar terenul de pe planetă sugerează că Marte a avut lichid pe suprafața sa în trecut.

## Compoziție
Compoziția atmosferică inițială a unei planete este legată de chimia și temperatura nebuloasei solare locale în timpul formării planetare și evacuarea ulterioară a gazelor interioare. Atmosferele originale au început cu gazele rotative radiale locale care s-au prăbușit pe inelele distanțate care au format planetele. Acestea au fost apoi modificate de-a lungul timpului de diverși factori complecși, ajungându-se la rezultate destul de diferite.
Atmosferele planetelor Venus și Marte sunt compuse în principal din dioxid de carbon, cu cantități mici de azot, argon, oxigen și urme de alte gaze.

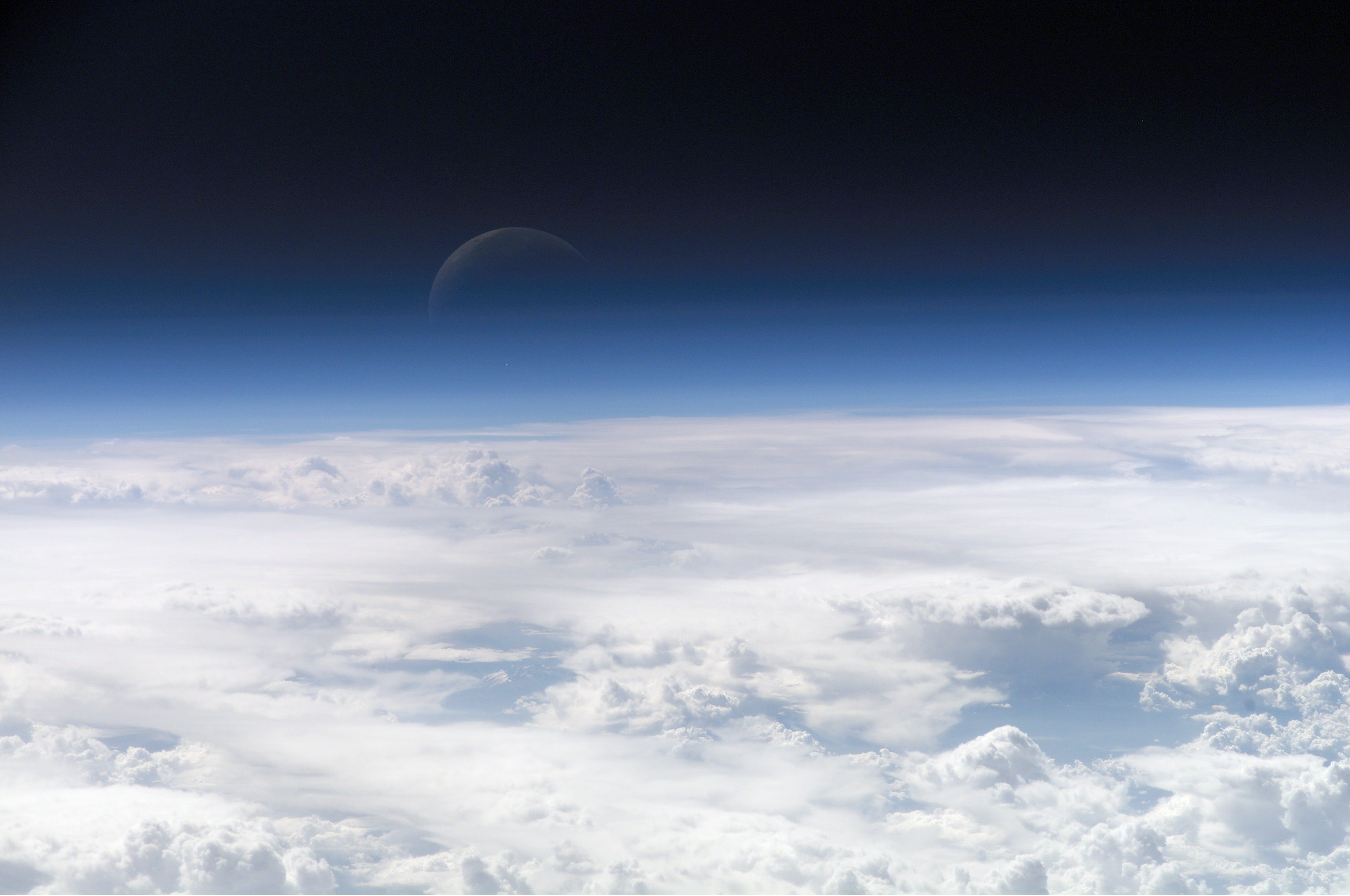
Gazele atmosferice ale Pământului împrăștie lumina albastră mai mult decât alte lungimi de undă, conferind Pământului un halo albastru când este văzut din spațiu

Compoziția atmosferică de pe Pământ este în mare măsură guvernată de produsele secundare ale vieții pe care le susține. Aerul uscat din atmosfera Pământului conține azot 78,08%, oxigen 20,95%, argon 0,93%, dioxid de carbon 0,04% și urme de hidrogen, heliu și alte gaze "nobile", dar în general o cantitate variabilă de vapori de apă este de asemenea prezentă, în medie aproximativ 1% la nivelul mării.
Temperaturile joase și gravitația mai mare a planetelor gigantice ale sistemului solar - Jupiter, Saturn, Uranus și Neptun - le permit să rețină mai ușor gazele cu mase moleculare scăzute. Aceste planete au atmosferă de hidrogen-heliu, cu urme de compuși mai complecși.
Doi sateliți ai planetelor exterioare posedă atmosfere semnificative. Titan, o lună a lui Saturn, și Triton, o lună a lui Neptun, au atmosferă în principal de azot. Când se găsește în partea orbitală cea mai apropiată de Soare, Pluto are o atmosferă de azot și metan similar cu cea a lui Triton, iar aceste gaze sunt înghețate când planeta se depărtează de Soare.
Alte corpuri din cadrul sistemului solar au atmosfere extrem de subțiri care nu sunt în echilibru. Acestea includ Luna (gaz de sodiu), Mercur (gaz de sodiu), Europa (oxigen), Io (sulf) si Enceladus (vapori de apa).
Prima exoplanetă a cărei compoziție atmosferică a fost determinată este HD 209458b, un gigant de gaze cu o orbită apropiată în jurul unei stele din constelația Pegasus. Atmosfera sa este încălzită la temperaturi de peste 1.000 K și se scurge constant în spațiu. Hidrogenul, oxigenul, carbonul și sulful au fost detectate în atmosfera planetei.

## Structura Pământului
Atmosfera Pământului constă dintr-un număr de straturi care diferă în proprietăți, cum ar fi compoziția, temperatura și presiunea. Cel mai de jos strat este troposfera, care se întinde de la suprafață până la partea inferioară a stratosferei. Trei sferturi din masa atmosferei se află în troposferă, și este stratul în care se dezvoltă vremea terestră a Pământului. Adâncimea acestui strat variază între 17 km la ecuator și 7 km la poli. Stratosfera, care se extinde de la vârful troposferic până la partea de jos a mezosferei, conține stratul de ozon. Stratul de ozon variază în altitudine între 15 și 35 km și este locul în care se absoarbe cea mai mare parte a radiației ultraviolete din Soare. Suprafața mezosferei variază de la 50 până la 85 km și este stratul în care cei mai multe meteori ard. Termosfera se extinde de la 85 km până la baza exosferei la 690 km și conține ionosfera, o regiune în care atmosfera este ionizată de radiațiile solare care intră. Ionosfera crește în grosime și se apropie mai mult de Pământ în timpul zilei și se ridică noaptea, permițând anumitor frecvențe de comunicații radio să aibă o gamă mai mare. Linia Kármán, situată în interiorul termosferei la o altitudine de 100 km, este folosită în mod obișnuit pentru a defini granița dintre atmosfera Pământului și spațiul cosmic. Exosfera începe în mod diferit de la aproximativ 690 la 1000 km deasupra suprafeței, unde interacționează cu magnetosfera planetei. Fiecare dintre straturi are o rată de eroare diferită, definind rata de schimbare a temperaturii cu înălțimea.

## Circulație
Circulația atmosferei apare din cauza diferențelor termice atunci când convecția devine un transportor mai eficient de căldură decât radiația termică. Pe planete unde sursa primară de căldură este radiația solară, căldura în exces de la tropice este transportată la latitudini mai mari. Atunci când o planetă generează o cantitate semnificativă de căldură internă, cum este cazul lui Jupiter, convecția din atmosferă poate transporta energia termică din interiorul cu temperaturii superioare până la suprafață.

## Importanța
Din perspectiva unui geolog planetar, atmosfera acționează pentru a forma o suprafață planetară. Vântul strânge praful și alte particule care, atunci când se ciocnesc cu terenul, erodează relieful și lasă depuneri (procesele eoliene). Înghețurile și precipitațiile, care depind de compoziția atmosferică, influențează de asemenea relieful. Schimbările climatice pot influența istoria geologică a planetei. Dimpotrivă, studierea suprafeței Pământului conduce la o înțelegere a atmosferei și a climatului altor planete.
Pentru un meteorolog, compoziția atmosferei Pământului este un factor care afectează clima și variațiile acesteia.
Pentru un biolog sau paleontolog, compoziția atmosferică a Pământului este strâns dependentă de apariția vieții și a evoluției ei.